# Горнова могила
Горнòва могила е село в Северна България, община Габрово, област Габрово.

## География
Село Горнова могила се намира на около 5,5 km югозападно от центъра на град Габрово и около 2 km южно от габровския квартал Гачевци. Разположено е в източната част на Черновръшкия рид. Надморската височина във високата северна част на селото е около 650 – 660 m, а на юг и изток намалява до около 610 – 620 m.
Общинският път, минаващ през Горнова могила, води на изток през село Чукилите към връзка с третокласния републикански път III-5006 (Габрово – Узана), а след завършването на строящия се към 2020 г. пътен възел „Дядо Дянко“ – и с обходния път на Габрово. На северозапад от Горнова могила общинският път води към връзка с общинския път от габровския квартал Гачевци през село Пъртевци до село Геновци.

## История
През 1995 г. дотогавашното населено място колиби Горнова могила придобива статута на село.

## Население
Населението на село Горнова могила наброява 146 души при преброяването към 1934 г. и намалява до 7 души към 1985 г., наброява 8 души (по текущата демографска статистика за населението) към 2019 г.
Преброяване на населението през 2011 г.
Численост и дял на етническите групи според преброяването на населението през 2011 г.:
|                     | Численост | Дял (в %) |
| Общо                | 8         | 100,00    |
| Българи             | 8         | 100,00    |
| Турци               | 0         | 0,00      |
| Цигани              | 0         | 0,00      |
| Други               | 0         | 0,00      |
| Не се самоопределят | 0         | 0,00      |
| Неотговорили        | 0         | 0,00      |